# Éditions du Brigadier
 (juillet 2025).
Motif : admissibilité non démontrées par des sources secondaires indépendantes pérennes et centrées sur l'entreprise.
- Archive Wikiwix
- Bing
- Cairn
- DuckDuckGo
- E. Universalis
- Gallica
- Google
- G. Books
- G. News
- G. Scholar
- Persée
- Qwant
- (zh) Baidu
- (ru) Yandex
- (wd) trouver des œuvres sur Wikidata

| 1. | Préciser le motif de la pose du bandeau. | Précisez le motif de la pose du bandeau en utilisant la syntaxe suivante : {{admissibilité à vérifier\|date=août 2025\|motif=remplacez ce texte par le motif}}                             |
| 2. | Informer les utilisateurs concernés.     | Pensez à avertir le créateur de l'article, par exemple, en insérant le code ci-dessous sur sa page de discussion : {{subst:avertissement admissibilité à vérifier\|Éditions du Brigadier}} |

Les Éditions du Brigadier sont une maison d'édition de théâtre indépendante, fondée en 2023 par Jean-Joël Huber. 
Leur "catalogue éclectique est ouvert à la littérature théâtrale internationale". 

## Histoire
Les Éditions du Brigadier sont fondées en janvier 2023 par Jean-Joël Huber à Lille. Le catalogue comprend deux grands pôles :
- un pôle « Répertoire international », qui publie des auteurs qui sont reconnus dans leur domaine linguistique d’origine comme des « classiques modernes »[3] ;
- un pôle « Création contemporaine », qui publie des auteurs contemporains français ou étrangers.

Le nom de la maison fait référence au brigadier, « bâton enveloppé de velours rouge maintenu par des clous dorés, appelé aussi "bâton de régisseur", utilisé par le régisseur pour frapper les trois coups annonçant le début du spectacle ».

## Quelques auteurs

### Répertoire international
- J. M. Barrie
- John Chapman
- Marieluise Fleisser
- John Galsworthy
- Susan Glaspell
- Ronald Gow
- Walter Greenberg
- Joris d’Hanswyck
- Ödön von Horvath
- Henrik Ibsen
- Arthur Miller
- Clifford Odets
- John Osborne
- Ferdinand Raimund[5]
- Terence Rattigan
- Arthur Schnitzler
- Karl Schönherr
- Bernard Shaw
- R. C. Sherriff
- Dodie Smith
- Hjalmar Söderberg
- Sophie Treadwell
- Sutton Vane
- Paul Van Stalle
- Edith Wharton

### Création contemporaine
- Sophie Bonneau
- Brian Clark
- Séverine Cojannot, Camille Laplanche, Matthieu  Niango et Jeanne Signé[6],[7]
- Timothy Daly
- Daniel Kehlmann
- Morgan Lloyd Malcolm
- Mark Ravenhill
- Philip Ridley
- Willy Russell
- Kerry Shale
- Guy Vanderhaeghe